# Municipio de West Branch (condado de Ogemaw)
El municipio de West Branch (en inglés: West Branch Township) es un municipio ubicado en el condado de Ogemaw en el estado estadounidense de Míchigan. En el año 2010 tenía una población de 2593 habitantes y una densidad poblacional de 28,94 personas por km².

## Geografía
El municipio de West Branch se encuentra ubicado en las coordenadas 44°17′41″N 84°10′46″O / 44.29472, -84.17944. Según la Oficina del Censo de los Estados Unidos, el municipio tiene una superficie total de 89.59 km², de la cual 88,1 km² corresponden a tierra firme y (1,67 %) 1,49 km² es agua.

## Demografía
Según el censo de 2010, había 2593 personas residiendo en el municipio de West Branch. La densidad de población era de 28,94 hab./km². De los 2593 habitantes, el municipio de West Branch estaba compuesto por el 97,07 % blancos, el 0,12 % eran afroamericanos, el 0,93 % eran amerindios, el 0,58 % eran asiáticos, el 0,23 % eran de otras razas y el 1,08 % eran de una mezcla de razas. Del total de la población el 1,58 % eran hispanos o latinos de cualquier raza.